# Sanry-sur-Nied
Sanry-sur-Nied és un municipi francès, situat al departament del Mosel·la i a la regió del Gran Est. L'any 2007 tenia 331 habitants.

## Demografia

### Població
El 2007 la població de fet de Sanry-sur-Nied era de 331 persones. Hi havia 112 famílies, de les quals 16 eren unipersonals (12 homes vivint sols i 4 dones vivint soles), 32 parelles sense fills, 60 parelles amb fills i 4 famílies monoparentals amb fills.
La població ha evolucionat segons el següent gràfic:
Habitants censats

### Habitatges
El 2007 hi havia 121 habitatges, 114 eren l'habitatge principal de la família, 1 era una segona residència i 6 estaven desocupats. 116 eren cases i 4 eren apartaments. Dels 114 habitatges principals, 110 estaven ocupats pels seus propietaris i 4 estaven llogats i ocupats pels llogaters; 2 tenien dues cambres, 3 en tenien tres, 25 en tenien quatre i 84 en tenien cinc o més. 95 habitatges disposaven pel capbaix d'una plaça de pàrquing. A 32 habitatges hi havia un automòbil i a 76 n'hi havia dos o més.

### Piràmide de població
La piràmide de població per edats i sexe el 2009 era:
| Homes | Edats   | Dones |
| ----- | ------- | ----- |
| 0     | 95 o +  | 0     |
| 4     | 90 a 94 | 0     |
| 0     | 85 a 89 | 0     |
| 0     | 80 a 84 | 4     |
| 0     | 75 a 79 | 0     |
| 0     | 70 a 74 | 4     |
| 4     | 65 a 69 | 8     |
| 16    | 60 a 64 | 12    |
| 8     | 55 a 59 | 0     |
| 8     | 50 a 54 | 12    |
| 8     | 45 a 49 | 4     |
| 28    | 40 a 44 | 28    |
| 20    | 35 a 39 | 12    |
| 12    | 30 a 34 | 24    |
| 8     | 25 a 29 | 0     |
| 8     | 20 a 24 | 4     |
| 12    | 15 a 19 | 8     |
| 20    | 10 a 14 | 20    |
| 24    | 5 a 9   | 8     |
| 8     | 0 a 4   | 8     |

## Economia
El 2007 la població en edat de treballar era de 248 persones, 187 eren actives i 61 eren inactives. De les 187 persones actives 179 estaven ocupades (93 homes i 86 dones) i 8 estaven aturades (5 homes i 3 dones). De les 61 persones inactives 14 estaven jubilades, 36 estaven estudiant i 11 estaven classificades com a «altres inactius».

### Ingressos
El 2009 a Sanry-sur-Nied hi havia 117 unitats fiscals que integraven 335 persones, la mediana anual d'ingressos fiscals per persona era de 20.814 €.

### Activitats econòmiques
Dels 6 establiments que hi havia el 2007, 2 eren d'empreses de fabricació d'altres productes industrials, 2 d'empreses de construcció, 1 d'una empresa de comerç i reparació d'automòbils i 1 d'una empresa de transport.
Dels 2 establiments de servei als particulars que hi havia el 2009, 1 era un guixaire pintor i 1 electricista.
L'any 2000 a Sanry-sur-Nied hi havia 3 explotacions agrícoles.

## Equipaments sanitaris i escolars
El 2009 hi havia una escola maternal integrada dins d'un grup escolar amb les comunes properes formant una escola dispersa.

## Poblacions més properes
El següent diagrama mostra les poblacions més properes.